# Ranch Monogram
Le Ranch Monogram est une propriété qui a servi de lieu de tournage pour le cinéma (ranch de cinéma) et qui était situé dans le Canyon de Placerita, près de Newhall, en Californie, dans le nord des collines de la Montagne San Gabriel.  

## Historique
Déjà, vers 1926, Tom Mix, acteur et réalisateur de films muets à cette époque, avait utilisé le « Placeritos Ranch » pour la réalisation de ses westerns. 
En 1936, ER "Ernie" Hickson, décorateur et directeur artistique,  devient le propriétaire du ranch. Un an plus tard, Monogram signe un bail à long terme avec Hickson pour "Placeritos Ranch", avec des termes qui stipulent que le ranch sera rebaptisé "Monogram Ranch". Hickson conservera le bien jusqu’à sa mort en 1952. 
L'acteur cow-boy chantant et producteur Gene Autry  achète la propriété "Monogram Ranch" aux héritiers  de Hickson en 1953, le renommant "Melody Ranch". Malheureusement en août 1962, un incendie détruit  la rue principale occidentale et la plupart des bâtiments d’origine. En 1990, Autry met le reste du  ranch en vente (4.9 ha) . Il est acheté par René et André Veluzat pour recréer un ranch de film actif pour le tournage local.   
Aujourd'hui, il est exploité sous les noms de "Melody Ranch Motion Picture Studio" et "Melody Ranch Studio".